# Leopold Spira
Leopold Karl Spira (geboren 2. Mai 1913 in Wien, Österreich-Ungarn; gestorben 20. Dezember 1997 in Wien) war ein österreichischer Publizist und politischer Autor.

## Leben
Leopold Spira war Sohn des Beamten Emil Spira und der Doris Langbein. Seine Schwester ist die 1905 geborene Emma Plank. Als Student engagierte sich Spira in der Zwischenkriegszeit auf der Seite der politischen Linken. Er nahm als Freiwilliger in den Reihen der Internationalen Brigaden am Spanischen Bürgerkrieg teil und saß unter dem autoritären Regime des austrofaschistischen österreichischen Ständestaats fast ein Jahr im Gefängnis. In der Biografie seiner Tochter, der bekannten österreichischen Fernsehjournalistin Elizabeth T. Spira, finden sich Einzelheiten aus dieser für ihn betrüblichen Zeit.
Den Zweiten Weltkrieg überlebte Leopold Spira im Exil in Großbritannien, wo er als Redakteur der Exilzeitschrift Zeitspiegel tätig war und 1940 Eva Zerner heiratete. Die Töchter des Paares, Elizabeth T. Spira und Margaret, wurden noch in Glasgow geboren. 1946 kehrte Leopold Spira mit Frau und Kindern nach Österreich zurück und wurde in Wien zu einem der führenden Intellektuellen der KPÖ. Spira gehörte mit Ernst Fischer und Franz Marek zum Kreis des Wiener Tagebuchs, der in den 1960er-Jahren eine Linie im Sinne des Eurokommunismus vertrat, weshalb er gemeinsam mit seinen Mitstreitern 1969 aus der Partei gedrängt wurde. Nach dem Tod von Franz Marek fungierte Spira bis 1988 als Chefredakteur des „Wiener Tagebuchs“ und veröffentlichte mehrere Bücher. Er wurde am Friedhof der Feuerhalle Simmering bestattet (Abteilung 5, Gruppe 3, Nummer 135).

## Schriften (Auswahl)
- Ein gescheiterter Versuch: der Austro-Eurokommunismus. Wien 1979.
- Feindbild Jud. Wien 1981.
- Kommunismus adieu. Eine ideologische Biographie. Europa-Verlag, Wien 1992, ISBN 3-203-51178-9.
- Das Jahrhundert der Widersprüche. Böhlau, Wien 1996, ISBN 3-205-98609-1.

Übersetzung
- Robert Plank: George Orwells „1984“. Eine psychologische Studie. Übersetzung aus dem Englischen Leopold Spira. Frankfurt am Main : Suhrkamp, 1983, ISBN 978-3-518-37469-6.